# 巩固战斗友谊奖章
巩固战斗友谊奖章（俄语：Медаль «За укрепление боевого содружества»）于1979年5月25日设立，是根据苏联最高苏维埃主席团法令设立的军事奖章。1980年的第2523-X号法令进行确认。该勋章用以表彰不同军种和不同武装部队之间的杰出合作和与华约国家、其他友好国家的合作。在苏联时期，此勋章被颁发约2万枚。

## 颁授
此奖章由苏联最高苏维埃主席团根据国防部长、内政部长或国家安全委员会主席的推荐颁发，授予苏联军人、国家安全机关或内政部雇员、华约成员国公民、其他社会主义国家和友好国家公民，以表彰他们在加强军事合作方面的功绩。本奖章可多次颁发给一人。
巩固战斗友谊奖章应佩戴在左胸，排列在苏联武装力量老兵奖章之后，恢复南方黑色冶金企业奖章之前。

## 设计
奖章直径32毫米，材质为鎏金顿巴黄铜。正面是一颗红色珐琅五角星，中央有一个盾牌。盾牌上带有五行浮雕俄文字母，意为“巩固战斗友谊”和“苏联”。两个浮雕月桂树枝沿着奖章的边缘从五角星下方穿过。在正面的底部，有两把交叉的剑，它们的剑柄在五角星下方，剑从五角星下方穿过，并从桂冠上突出到勋章边缘。